# Massive compact halo object
Objeto com halo compacto e grande massa (do inglês: Massive compact halo object, abreviado MACHO) é um termo teórico que designa um corpo astronômico hipotético que emite poucas ondas eletromagnéticas (halo compacto), referindo-se a matéria escura, assim como as "Partículas massivas de interação fraca" (do inglês WIMP).

## Características
MACHOs são teóricamente grandes corpos celestes que emitem poucas ondas eletromagnéticas, como estrelas de nêutrons, ou mesmo nenhuma, como buracos negros.

## História
Enquanto físicos das partículas geralmente aceitam WIMPs como a melhor explicação para a matéria escura, os astrofísicos tendem a aceitar estelar dos MACHOs. Os MACHOs já foram o modelo mais largamente aceito, mas poucos foram encontrados. Desse modo, WIMPs são um modelo mais aceito atualmente — embora nenhum ainda tenha sido observado.[carece de fontes?].

## Limitações da teoria
Mesmo se considerando WIMPs e MACHOs responsáveis pela matéria escura, dois terços da matéria do universo não "teria explicação". Essa parcela da matéria não observável (exceto pela interação gravitacional) é, por vezes, chamada de  DUNNOS (Dark Unknown Nonreflective Nondetectable Objects Somewhere, ou Objetos Escuros Não-reflexivos Não-detectáveis Algures)[carece de fontes?]